# 桂昌寺 (豊橋市)
桂昌寺（けいしょうじ）は、愛知県豊橋市老津町大津中にある臨済宗妙心寺派の仏教寺院。山号は天香山。開創は1204年（元久元年）。当初は桂昌庵という名で真言宗の尼寺であった。
住尼明叟珍公首座大姉の時に宋西蜀の帰下僧、蘭渓道隆が鎌倉に赴く途中この地に着く。住尼が蘭渓道隆に深く帰依し、当寺を開山することを乞うた。しばらくこの地に滞在した道隆はあまねく四来の僧俗を教化、伽藍を修造し天香山桂昌寺と名付けた。
本尊は聖観世音菩薩坐像。恵心僧都源信作と伝えられる。同じ厨子内に古仏地蔵尊が祀られていたが、現在は別々に安置されている。

## 境内
- 山門
- 本堂
- 地蔵堂 - 延命地蔵、観音、行者、秋葉尊などを祀っている。
- 鎮守堂

## その他
鎌倉坂
蘭渓道隆が鎌倉に向かう際、里人が村境まで見送った。その村境にある坂を「鎌倉坂」と呼ぶようになった。（享和3年（1803年）大津名 蹤綜録）

老津小学校の誕生時の校舎
1873年（明治6年）第二大学区第十中学区十五番小学校として老津小学校が誕生。そのときの校舎は、桂昌寺の本堂を使った。

アメリカ橋
建築当時地域で初めてとなる石製の橋をかけたところから「アメリカ橋」と呼ばれる。
現在は自動車が通行できるようアスファルトで覆われている。

寿泉寺
年代は不明だが、桂昌寺の松山和尚が同村の長松山太平寺（現: 老津町東高縄204）の末寺として開山した。
延宝8年（1680年）現在地に移転し、元禄6年（1693年）に寿千寺となり、正徳5年（1715年）瓦町の火災で類焼したのを機に寿泉寺と改めた。

## 交通アクセス
- 豊橋鉄道渥美線 老津駅から徒歩15分、車で5分